# Condillac, Drôme
Condillac este o comună în departamentul Drôme din sud-estul Franței. În 2009 avea o populație de 151 de locuitori.

## Evoluția populației
| An        | 1975 | 1982 | 1990 | 1999 | 2006 | 2009 |
| --------- | ---- | ---- | ---- | ---- | ---- | ---- |
| Populație | 86   | 88   | 124  | 133  | 145  | 151  |